# Députation provinciale d'Ávila
La députation provinciale d'Ávila, ou plus simplement la députation d'Ávila, dont le siège est situé à  Ávila, est l'organe institutionnel propre à la province espagnole d'Ávila assurant les différentes fonctions administratives et exécutives de celle-ci.
Elle comprend l'ensemble des communes de la province pour lesquelles elle est chargée d'aider à coordonner l'action municipale et à participer au financement de la construction d'ouvrages publics.

## Histoire
La députation est créée lors de la division provinciale de 1833, réalisée par Javier de Burgos. Elle s'occupait alors des chantiers publics, de l'éducation, de la bienfaisance et servait d'intermédiaire entre les communes et l'État.

## Siège
Le siège de la députation est abrité dans le donjon des Guzmán (Torreón de los Guzmanes), un édifice médiéval et Renaissance situé au centre d'Ávila, déclaré bien d'intérêt culturel en 1983. 

## Liste des présidents
| Période      | Période      | Parti | Parti | Président                       | Fonctions lors de l'élection      |
| ------------ | ------------ | ----- | ----- | ------------------------------- | --------------------------------- |
| 1979         | 1982         |       | UCD   | Daniel de Fernando Alonso       |                                   |
| 1982         | 1983         |       | UCD   | Ricardo Bustillo de Partearroyo |                                   |
| 1983         | 1987         |       | AP    | Jesús Terciado Serna            |                                   |
| 1987         | 1991         |       | CDS   | Daniel de Fernando Alonso       |                                   |
| 1991         | 1993         |       | CDS   | Alfredo Barranco Moreno         |                                   |
| 1993         | 2004         |       | PP    | Sebastián González Vázquez      |                                   |
| 2004         | 2015         |       | PP    | Agustín González González       |                                   |
| 2015         | 27 mars 2019 |       | PP    | Jesús Manuel Sánchez Cabrera    | Conseiller municipal de Padiernos |
| 27 mars 2019 | En fonction  |       | PP    | Carlos García González          | Maire de Tiñosillos               |

## Assignation des sièges par district judiciaire
Conformément à la Loi organique du régime électoral (LOREG), les députés provinciaux sont répartis dans chaque district judiciaire de la manière suivante :
| District judiciaire | Sièges |
| ------------------- | ------ |
| Arenas de San Pedro | 5      |
| Arévalo             | 3      |
| Ávila               | 14     |
| Piedrahíta          | 3      |